# 德鲁·道蒂
德鲁·道蒂（英語：Drew Doughty，1989年12月8日—），加拿大男子冰球运动员，司职后卫。他曾代表加拿大国家队参加2010年和2014年冬季奥林匹克运动会冰球比赛，获得二枚金牌。